# Robert Helenius
Robert Gabriel Helenius (Stoccolma, 2 gennaio 1984) è un pugile finlandese.
Soprannominato "The Nordic Nightmare", è stato due volte campione europeo EBU dei pesi massimi.

## Carriera professionale
Helenius compie il suo debutto da professionista il 17 maggio 2008, sconfiggendo il tedesco Gene Pukall per KO tecnico alla prima ripresa.
Il 20 gennaio 2016 è costretto a rendere vacante il titolo europeo EBU, dopo aver rifiutato di difendere la cintura contro Dereck Chisora. Benché criticato per la sua scelta, Helenius motiva la sua scelta al desiderio di combattere per un titolo mondiale.
Il 28 ottobre 2017 viene sconfitto in 12 riprese da Dillian Whyte. Il 7 marzo 2020 vince il titolo gold WBA dei massimi battendo Adam Kownacki per KO al 4º round, vinse anche il rematch.
Il 15 ottobre 2022 viene messo KO in un solo round da Deontay Wilder, di ritorno dalle 2 precedenti sconfitte contro Tyson Fury.